# Lekhah Dodi
Lekhah Dodi (ebraico: לכה דודי; traslitterato: Lekhah Dodì o Lekhah Dodi, Lekha Dodi, Lecha Dodi L'chah Dodi, o Lechah Dodi) è un canto liturgico ebraico cantato in Sinagoga il venerdì sera per l'entrata dello Shabbat.
Fu composto nel XVI secolo dal Rabbino Shlomo Halevi Alkabetz, un Cabbalista di Safed. Il testo è stato scritto in moltissimi modi diversi, che variano da un luogo all'altro. L'etnomusicologo Abraham Zevi Idelsohn ha stimato il loro numero a oltre 2000.